# Ia Kha
Ia Kha là thị trấn huyện lỵ cũ của huyện Ia Grai, tỉnh Gia Lai, Việt Nam.

## Địa lý
Thị trấn Ia Kha nằm ở trung tâm huyện Ia Grai, có vị trí địa lý:
- Phía đông giáp xã Ia Dêr
- Phía tây giáp xã Ia Grăng và xã Ia Tôr
- Phía nam giáp xã Ia Pếch
- Phía bắc giáp xã Ia Grăng và xã Ia Hrung.

Thị trấn có diện tích 31,09 km², dân số năm 2019 là 11.539 người, mật độ dân số đạt 371 người/km².

## Lịch sử
Địa bàn thị trấn Ia Kha trước đây thuộc các xã Ia Pếch và Ia Hrung, khi đó thuộc huyện Chư Păh.
Ngày 1 tháng 2 năm 1985, Hội đồng Bộ trưởng ban hành Quyết định 26-HĐBT. Theo đó, thành lập thị trấn Chư Păh, thị trấn huyện lỵ huyện Chư Păh trên cơ sở tách làng Kép thuộc xã Ia Pếch, làng Blang Yam và các hợp tác xã Thắng Trạch, Thắng Cường thuộc xã Ia Hrung.
Ngày 11 tháng 11 năm 1996, Chính phủ ban hành Nghị định 70/CP. Theo đó, chuyển thị trấn Chư Păh về huyện Ia Grai mới thành lập và đổi tên thành thị trấn Ia Kha.
Ngày 16 tháng 2 năm 2005, thành lập xã Ia Grăng trên cơ sở 1.914 ha diện tích tự nhiên và 908 người của thị trấn Ia Kha, 9.801 ha diện tích tự nhiên và 1.155 người của xã Ia Tô.
Sau khi điều chỉnh địa giới hành chính, thị trấn Ia Kha còn lại 3.109 ha diện tích tự nhiên, dân số là 8.031 người.
Theo Nghị quyết số 1664/NQ-UBTVQH15 năm 2025, hợp nhất toàn bộ diện tích tự nhiên và dân số của thị trấn Ia Kha, xã Ia Bă và xã Ia Grăng thành xã Ia Grai.

## Hành chính
Thị trấn Ia Kha được chia làm 7 tổ dân phố, 4 thôn và 2 làng:
- Tổ dân phố: 1 (Thắng Quang), 2, 3, 4, 5, 6 (Thắng Cường), 7
- Thôn: Thắng Trạch I, Thắng Trạch II, 1, 2
- Làng: Kép, Yam

## Giáo dục - Y tế
Địa bàn thị trấn gồm có các trường học như:
- Trường THPT Huỳnh Thúc Kháng
- Trường Phổ thông Dân tộc nội trú huyện Ia Grai
- Trường THCS Hùng Vương
- Trường Tiểu học Kim Đồng (3 điểm trường)
- Trường Tiểu học Nguyễn Huệ (2 điểm trường)
- Trường Mầm non 17/3 (3 điểm trường)
- Trường Mầm non Hoạ Mi

Và các trung tâm y tế và cơ sở y tế:
- Trung tâm Y tế huyện Ia Grai
- Trung tâm Y tế thị trấn Ia Kha

## Giao thông - Đô thị
Thị trấn Ia Kha gồm các tuyến đường chính:
- Đường Hùng Vương (tỉnh lộ 664): nối thành phố Pleiku với trung tâm huyện và quốc lộ 14C.
- Đường Nguyễn Trãi (đường tránh): đường tránh trung tâm thị trấn, tuyến đường chính đi vào thủy điện Sê San.

Một số đường tuyến sau quan trọng:
- Đường Nguyễn Du: nối thị trấn với xã Ia Pếch.
- Đường Cách Mạng Tháng 8: nối thị trấn với các xã Ia Bă, Ia Hrung.
- Tuyến đường Quang Trung - Huỳnh Thúc Kháng
- Đường Thi Sách

Thị trấn Ia Kha gồm 5 công viên:
- Công viên trung tâm thị trấn.
- Công viên TDP7
- Công viên TDP4
- Công viên TDP1
- Công viên ngã ba nông trường huyện